# Bougainville (L 9077)
Bougainville (L9077) byla doková výsadková loď Francouzského námořnictva. Podle potřeby mohla operovat jako výsadková, transportní či opravárenská loď. Do služby byla přijata v roce 1988. Operovala v rámci DIRCEN (Direction des Centres d'expérimentation nucléaires – Direktorát centra jaderných experimentů). Sloužila například při francouzských jaderných testech v Pacifiku. Vyřazena byla v roce 2008.

## Stavba

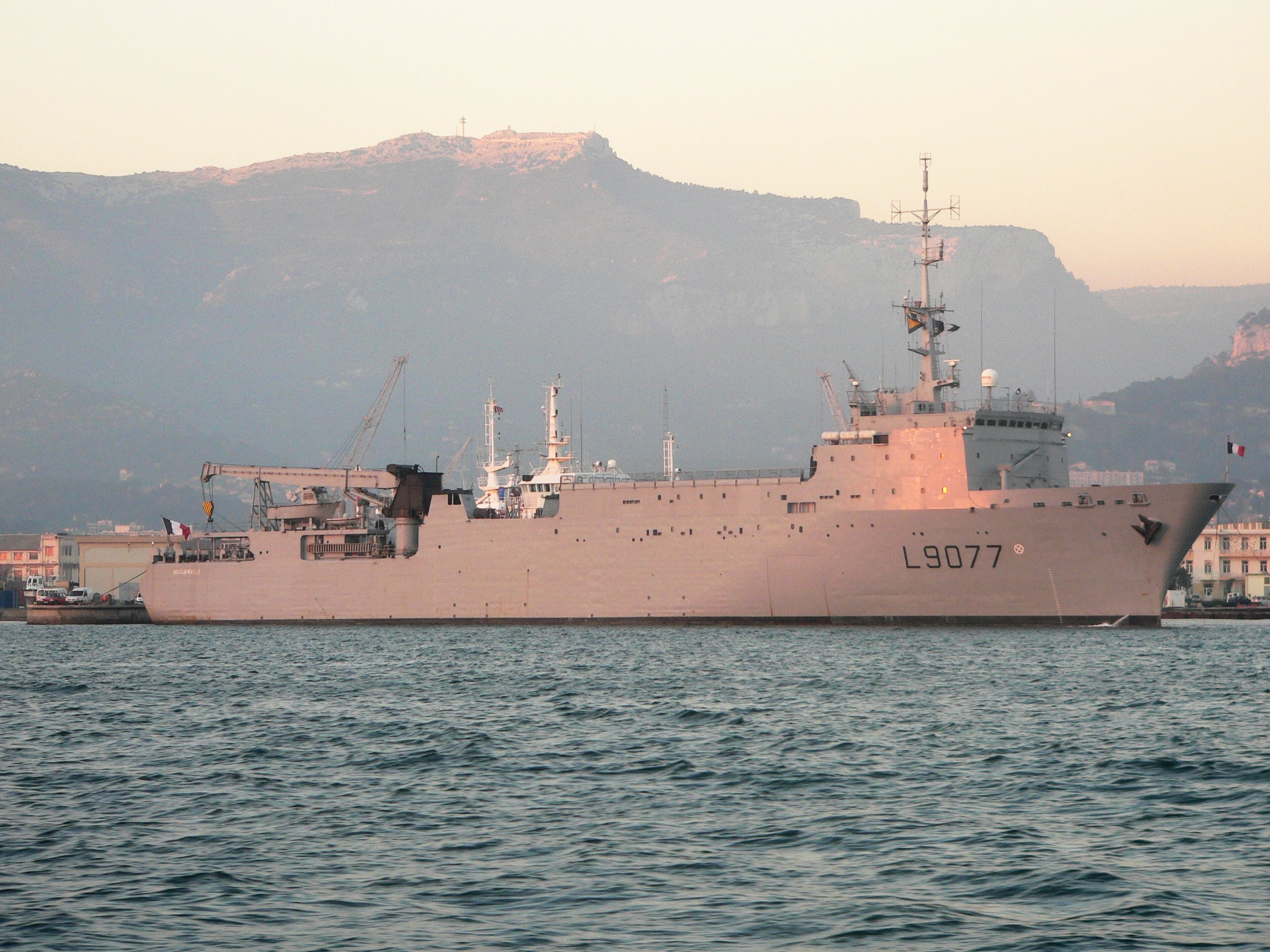
Bougainville v Toulonu v roce 2006

Kýl lodi byl založen 28. ledna 1986 a  už 3. října 1986 mohl být na vodu spuštěn její hotový trup. Do služby ve Francouzském námořnictvu pak Bougainville vstoupil 25. února 1988.

## Konstrukce
Na přídi lodi je palubní nástavba, za ní se nachází přistávací plošina pro vrtulníky a jeřáb o nosnosti 37 tun, pod nimiž je palubní dok pro jeden vyloďovací člun typu EDIC. Z letové paluby mohou najednou operovat dva vrtulníky. Pohonný systém tvoří dva dieselové motory. Nejvyšší rychlost je 15 uzlů. Dosah je 6 000 námořních mil při ekonomické rychlosti 12 uzlů.